# 海赖格
海赖格，是匈牙利科马罗姆-埃斯泰尔戈姆州所辖的一个村。总面积27.13平方公里，总人口1020，人口密度37.6人/平方公里（2011年1月1日）。